# HC Vimperk
HC Vimperk (celým názvem: Hockey Club Vimperk) je český klub ledního hokeje, který sídlí ve městě Vimperk v Jihočeském kraji. Založen byl v roce 1950 pod názvem Slavoj OPK Vimperk. Svůj současný název nese od roku 1992. V sezóně 1989/90 se klub zúčastnil prolínací soutěže o postup do 1. ligy. Od sezóny 2009/10 působí v Jihočeské krajské lize, čtvrté české nejvyšší soutěži ledního hokeje. Klubové barvy jsou modrá a bílá.
Své domácí zápasy odehrává na zimním stadionu Vimperk.

## Historické názvy
Zdroj:
- 1950 – Slavoj OPK Vimperk
- 1955 – TJ Jiskra Vimperk (Tělovýchovná jednota Jiskra Vimperk)
- 1962 – TJ Šumavan Vimperk (Tělovýchovná jednota Šumavan Vimperk)
- 1992 – HC Vimperk (Hockey Club Vimperk)

## Přehled ligové účasti
Stručný přehled
Zdroj:
- 1970–1973: Divize – sk. A (3. ligová úroveň v Československu)
- 1973–1974: 2. ČNHL – sk. A (3. ligová úroveň v Československu)
- 1974–1975: Divize – sk. A (4. ligová úroveň v Československu)
- 1975–1979: 2. ČNHL – sk. A (3. ligová úroveň v Československu)
- 1979–1983: 1. ČNHL – sk. A (2. ligová úroveň v Československu)
- 1983–1991: 1. ČNHL (2. ligová úroveň v Československu)
- 1992–2009: Jihočeský krajský přebor (4. ligová úroveň v České republice)
- 2009– : Jihočeská krajská liga (4. ligová úroveň v České republice)

Jednotlivé ročníky
Zdroj:
Legenda: ZČ – základní část, červené podbarvení – sestup, zelené podbarvení – postup, fialové podbarvení – reorganizace, změna skupiny či soutěže
| Československo (1970 – 1993) |                          |           |           |                                       |                      |
| Sezóny                       | Soutěž                   | Úroveň    | ZČ        | Play-off, nadstavba, sk. o udržení... | Poznámky             |
| 1970/71                      | Divize – sk. A           | 3. úroveň | 3. místo  |                                       |                      |
| 1971/72                      | Divize – sk. A           | 3. úroveň | 3. místo  |                                       |                      |
| 1972/73                      | Divize – sk. A           | 3. úroveň | 2. místo  |                                       | Reorganizace         |
| 1973/74                      | 2. ČNHL – sk. A          | 3. úroveň | 8. místo  |                                       | Sestup               |
| 1974/75                      | Divize – sk. A           | 4. úroveň | 1. místo  |                                       | Postup               |
| 1975/76                      | 2. ČNHL – sk. A          | 3. úroveň | 3. místo  |                                       |                      |
| 1976/77                      | 2. ČNHL – sk. A          | 3. úroveň | 2. místo  |                                       |                      |
| 1977/78                      | 2. ČNHL – sk. A          | 3. úroveň | 2. místo  |                                       |                      |
| 1978/79                      | 2. ČNHL – sk. A          | 3. úroveň | 2. místo  |                                       | Postup               |
| 1979/80                      | 1. ČNHL – sk. A          | 2. úroveň | 9. místo  |                                       |                      |
| 1980/81                      | 1. ČNHL – sk. A          | 2. úroveň | 2. místo  |                                       |                      |
| 1981/82                      | 1. ČNHL – sk. A          | 2. úroveň | 7. místo  |                                       |                      |
| 1982/83                      | 1. ČNHL – sk. A          | 2. úroveň | 2. místo  |                                       | Reorganizace         |
| 1983/84                      | 1. ČNHL                  | 2. úroveň | 9. místo  |                                       |                      |
| 1984/85                      | 1. ČNHL                  | 2. úroveň | 11. místo |                                       |                      |
| 1985/86                      | 1. ČNHL                  | 2. úroveň | 11. místo |                                       |                      |
| 1986/87                      | 1. ČNHL                  | 2. úroveň | 10. místo |                                       | sk. o udr.           |
| 1987/88                      | 1. ČNHL                  | 2. úroveň | 6. místo  | Zápas o 3. místo (prohra)             |                      |
| 1988/89                      | 1. ČNHL                  | 2. úroveň | 3. místo  | Zápas o 3. místo (výhra)              |                      |
| 1989/90                      | 1. ČNHL                  | 2. úroveň | 4. místo  |                                       | Kvalifikace          |
| 1990/91                      | 1. ČNHL                  | 2. úroveň | 7. místo  | Skupina o udržení (2. místo)          | Odhlášení ze soutěže |
| 1991/92                      | Jihočeský krajský přebor | 4. úroveň | ?. místo  |                                       |                      |
| 1992/93                      | Jihočeský krajský přebor | 4. úroveň | ?. místo  |                                       |                      |
| Česko (1993 – )              |                          |           |           |                                       |                      |
| Sezóny                       | Soutěž                   | Úroveň    | ZČ        | Play-off, nadstavba, sk. o udržení... | Poznámky             |
| 1993/94                      | Jihočeský krajský přebor | 4. úroveň | ?. místo  |                                       |                      |
| 1994/95                      | Jihočeský krajský přebor | 4. úroveň | 2. místo  |                                       |                      |
| 1995/96                      | Jihočeský krajský přebor | 4. úroveň | ?. místo  |                                       |                      |
| 1996/97                      | Jihočeský krajský přebor | 4. úroveň | ?. místo  |                                       |                      |
| 1997/98                      | Jihočeský krajský přebor | 4. úroveň | ?. místo  |                                       |                      |
| 1998/99                      | Jihočeský krajský přebor | 4. úroveň | ?. místo  |                                       |                      |
| 1999/00                      | Jihočeský krajský přebor | 4. úroveň | ?. místo  |                                       |                      |
| 2000/01                      | Jihočeský krajský přebor | 4. úroveň | 4. místo  |                                       |                      |
| 2001/02                      | Jihočeský krajský přebor | 4. úroveň | 10. místo |                                       |                      |
| 2002/03                      | Jihočeský krajský přebor | 4. úroveň | 1. místo  | Baráž o 2. ligu (nepostup)            |                      |
| 2003/04                      | Jihočeský krajský přebor | 4. úroveň | 2. místo  | Finále                                |                      |
| 2004/05                      | Jihočeský krajský přebor | 4. úroveň | 4. místo  | Zápas o 3. místo (výhra)              |                      |
| 2005/06                      | Jihočeský krajský přebor | 4. úroveň | 7. místo  | Čtvrtfinále                           |                      |
| 2006/07                      | Jihočeský krajský přebor | 4. úroveň | 4. místo  | Čtvrtfinále                           |                      |
| 2007/08                      | Jihočeský krajský přebor | 4. úroveň | 6. místo  | Semifinále                            |                      |
| 2008/09                      | Jihočeský krajský přebor | 4. úroveň | 7. místo  | Čtvrtfinále                           | Změna názvu soutěže  |
| 2009/10                      | Jihočeská krajská liga   | 4. úroveň | 8. místo  | Čtvrtfinále                           |                      |
| 2010/11                      | Jihočeská krajská liga   | 4. úroveň | 4. místo  | Finále                                |                      |
| 2011/12                      | Jihočeská krajská liga   | 4. úroveň | 10. místo | Ne                                    |                      |
| 2012/13                      | Jihočeská krajská liga   | 4. úroveň | 8. místo  | Čtvrtfinále                           |                      |
| 2013/14                      | Jihočeská krajská liga   | 4. úroveň | 7. místo  | Čtvrtfinále                           |                      |
| 2014/15                      | Jihočeská krajská liga   | 4. úroveň | 12. místo | Ne                                    |                      |
| 2015/16                      | Jihočeská krajská liga   | 4. úroveň | 10. místo | Ne                                    |                      |
| 2016/17                      | Jihočeská krajská liga   | 4. úroveň | 11. místo | Ne                                    |                      |
| 2017/18                      | Jihočeská krajská liga   | 4. úroveň | 5. místo  | Čtvrtfinále                           |                      |
| 2018/19                      | Jihočeská krajská liga   | 4. úroveň | 6. místo  | Čtvrtfinále                           |                      |
| 2019/20                      | Jihočeská krajská liga   | 4. úroveň | 10. místo | Ne                                    |                      |
| 2020/21                      | Jihočeská krajská liga   | 4. úroveň | –. místo  |                                       | Zrušeno              |
| 2021/22                      | Jihočeská krajská liga   | 4. úroveň | 9. místo  | Ne                                    |                      |
| 2022/23                      | Jihočeská krajská liga   | 4. úroveň | 9. místo  | Ne                                    |                      |
| 2023/24                      | Jihočeská krajská liga   | 4. úroveň | 7. místo  | Čtvrtfinále                           |                      |